# Марез, Жани
Жани Марез (урождённая Жанна Мари Терез Бюньо (фр. Jeanne Marie Thérèse Bugnot), 23 мая 1908, Шартр, Эр и Луар — 14 августа 1931, Сент-Максим, Вар) — французская актриса, снявшаяся в четырёх короткометражных и трёх полнометражных фильмах, в частности, во втором звуковом фильме Жана Ренуара «Сука», незадолго до преждевременной смерти в возрасте 23 лет, в дорожно-транспортном происшествии.

## Карьера
Марез впервые появилась на экране в 1929 году в короткометражном фильме «С любовью к Мадам». Её полнометражным дебютом стала картина «Венская любовь» 1930 года, за которой последовала работа в киноадаптации Марка Аллегре оперетты «Мадемуазель Нитуш».
Прорывной работой для Марез стала главная роль (изначально предназначенная для Катрин Гесслинг) в фильме Жана Ренуара «Сука», где она сыграла Лулу, проститутку, которая в сговоре со своим сутенёром и любовником (Жорж Фламан), эксплуатирует в финансовом отношении женатого мужчину (Мишель Симон), влюбившегося в неё. Выступление Марез было хорошо воспринято и, казалось, ознаменовало начало потенциально успешной карьеры.

## Смерть
Вскоре после завершения работы над фильмом «Сука» Марез ехала по Французской Ривьере на автомобиле, которым управлял её партнёр по фильму Жорж Фламан. Неожиданно он потерял контроль над машиной, она перевернулась, и Марез мгновенно погибла. Фламан в этой катастрофе выжил. Французские СМИ, потрясённые безвременной кончиной многообещающего молодого таланта, впоследствии поносили Фламана (в некоторых газетах его называли «убийцей»), и его карьера серьёзно пострадала под давлением негативного общественного мнения.

## Фильмография
Полнометражные фильмы
- 1930: Венская любовь — реж. Жан Шу и Роберт Лэнд
- 1931: Мадемуазель Нитуш — реж. Марк Аллегре
- 1931: Сука — реж. Жан Ренуар

Короткометражные фильмы
- 1929: C’est par amour pour vous Madame — реж. Анри Лепаж
- 1931: Les Quatre Jambes — реж. Марк Аллегре
- 1931: Isolons-nous Gustave — реж. Марк Аллегре
- 1931: Le Collier — реж. Марк Аллегре